# Боббау
Боббау (нем. Bobbau) — район и поселение города Биттерфельд-Вольфена района Анхальт-Биттерфельда, земля Саксония-Анхальт, Германия. Бывшая община района.
Население составляло 1661 человек (на 31 декабря 2006 года). Занимает площадь 7,94 км². Подразделяется на два района.

## География

### Местоположение
Боббау расположен на западном краю ледниковой долины реки Мульде, в северной части Биттерфельд-Вольфена и вблизи автомагистралей B184 и A9. 
Внутри границ поселения на западе — деревня Зибенхаузен.
На юге расположены поселения: Ройден на западе и Вольфен на востоке. На западе — город Цёрбиг. На протяжении севера и востока — община Рагун-Йессниц. 

## История

### Средневековье
Боббау впервые упоминается в документе 1370 года, но существует гораздо раньше. Название имеет славянское происхождение. Поселение имело линейный вид.

### Новое время
1863 году основан мужской хор, в 1884 году — гимнастический клуб Боббау, в 1910 году — Клуб свободной гимнастики Боббау.
В 1900 году упоминается в составе герцогства Ангальт.

### Новейшее время
В последнем клубе в 1927 году создано отделение гандбола.
Во время боёв ВМВ в апреле 1945 года между немцами и американцами сожжено множество домов.
20 июля 1950 года Зибенхаузен и Боббау объедены в одну общину — Боббау.
В 1959 году основаны сельскохозяйственные кооперативные хозяйства (LPG).

#### Присоединение к Биттерфельд-Вольфен
В 2007 году началось обсуждение о модели муниципальной реформы предложенное МВД земли Саксония-Анхальт.
1 сентября 2009 года община Боббау с ее районами включена в состав города Биттерфельд-Вольфен в рамках реформы, соглашением об территориальном изменении между ними на добровольном этапе для сохранения клуба, общественного центра и спортзала общины, и для возможности положиться на администрацию города, сократив расходы и участвовав в доходах.

## Политика

### Местное управление
Поселение имеет местного мэра и совет.

### Местное и городское деление

Боббау в городском делении Биттерфельд-Вольфена

Поселение Боббау делится на районы:
- Боббау (главный район);
- Зибенхаузен.

### Герб

#### Описание
«Синего цвета — четырёхэтажная золотая башня с остроконечной крышей, чёрными каркасами этажей, крытыми золотыми боковыми крыльями и двойными рядами оконных проёмов на всех фасадах, каждый из которых сопровождается двумя золотыми колосьями пшеницы. Цвета муниципалитета – золотой (жёлтый) и синий, соответствующие оттенкам геральдических мотивов и щита.».

#### История
Герб был разработан в 2007 году магдебургским геральдистом Йоргом Манцем.